# ZIL-130
Der ZIL-130 (russisch ЗИЛ-130) ist ein Lastkraftwagen, der ab 1962 zuerst vom sowjetisch/russischen Fahrzeughersteller Sawod imeni Lichatschowa produziert wurde. Außer der weit verbreiteten zweiachsigen Version gab es auch den Dreiachser ZIL-133, sowie eine militärische Version mit drei Achsen, umgestaltetem Fahrerhaus und Allradantrieb, den ZIL-131. Der ZIL-130 wurde in viele Länder exportiert, nicht nur in den ehemaligen Ostblock. Neben Fahrzeugen wie dem leichteren GAZ-53 oder dem etwas größeren MAZ-500 prägte er das Straßenbild der Sowjetunion über mehrere Jahrzehnte.

## Fahrzeuggeschichte

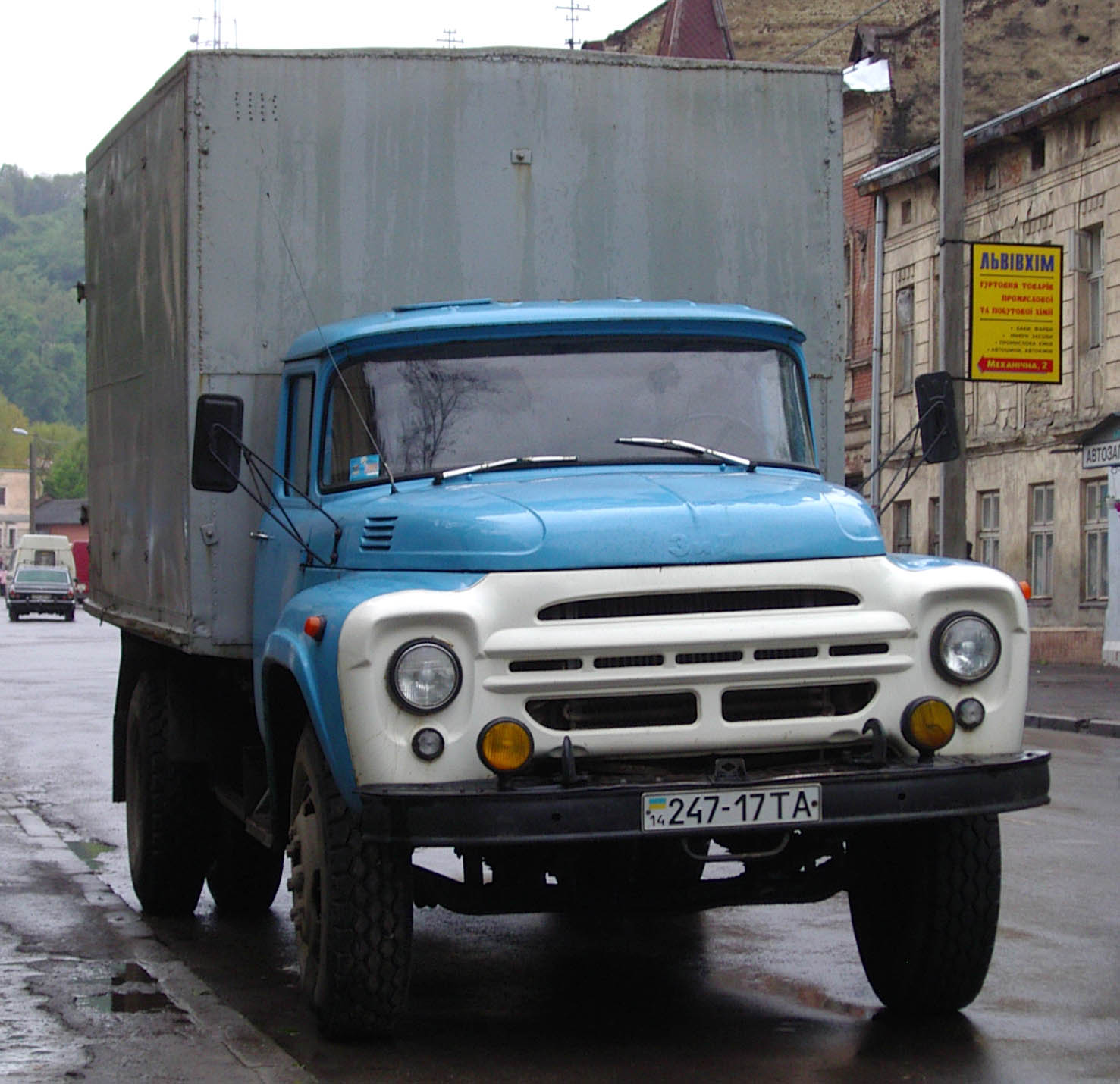
ZIL-130 in klassischer weiß-hellblauer Farbgebung mit Kofferaufbau (2006)

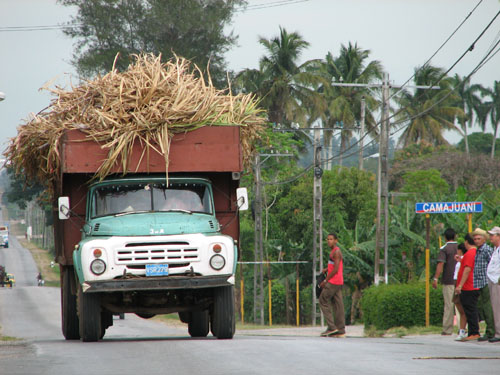
ZIL-130 beim Zuckerrohrtransport in Kuba (2007)

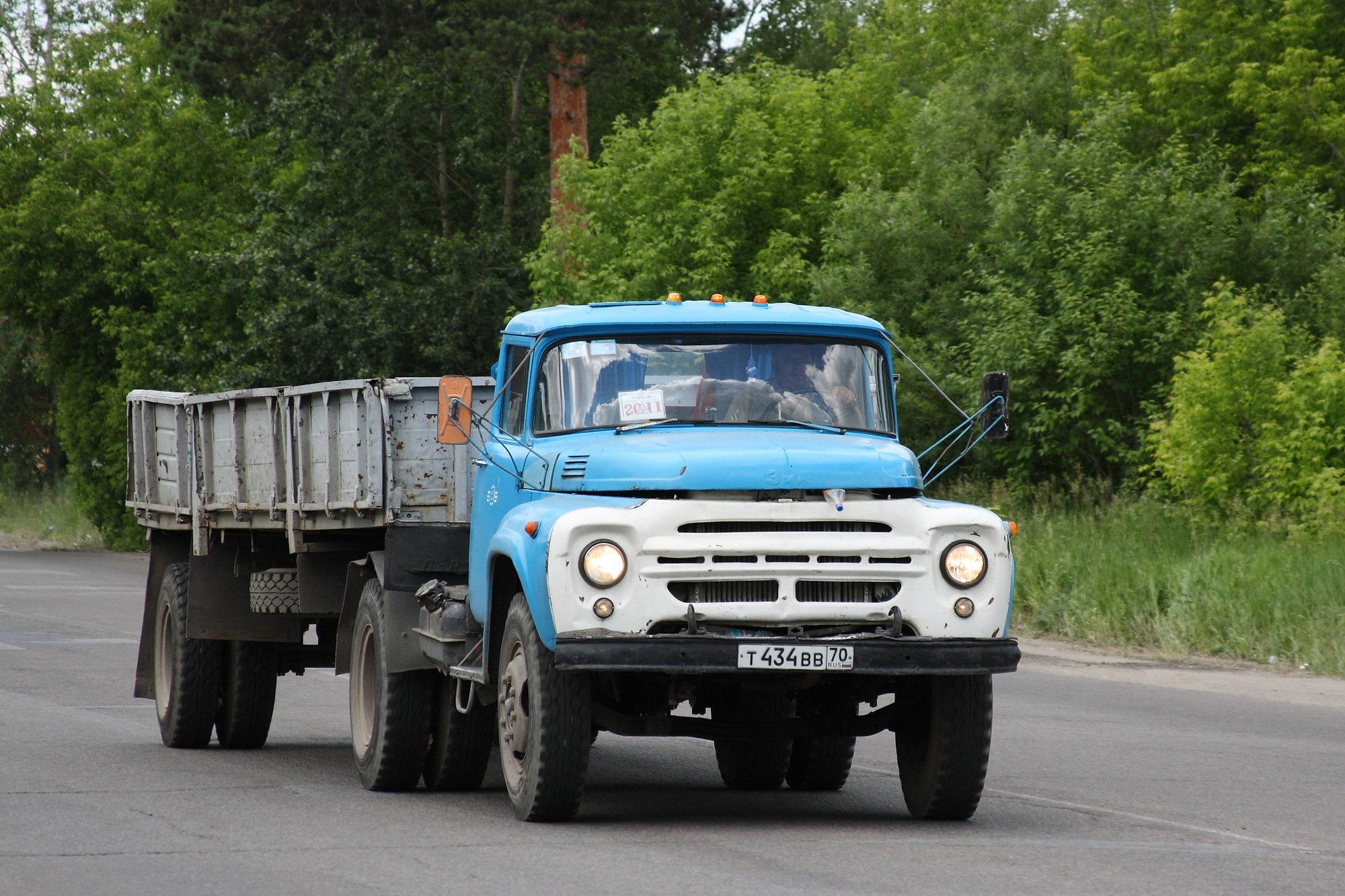
ZIL-130W-Sattelzugmaschine in Russland (2011)

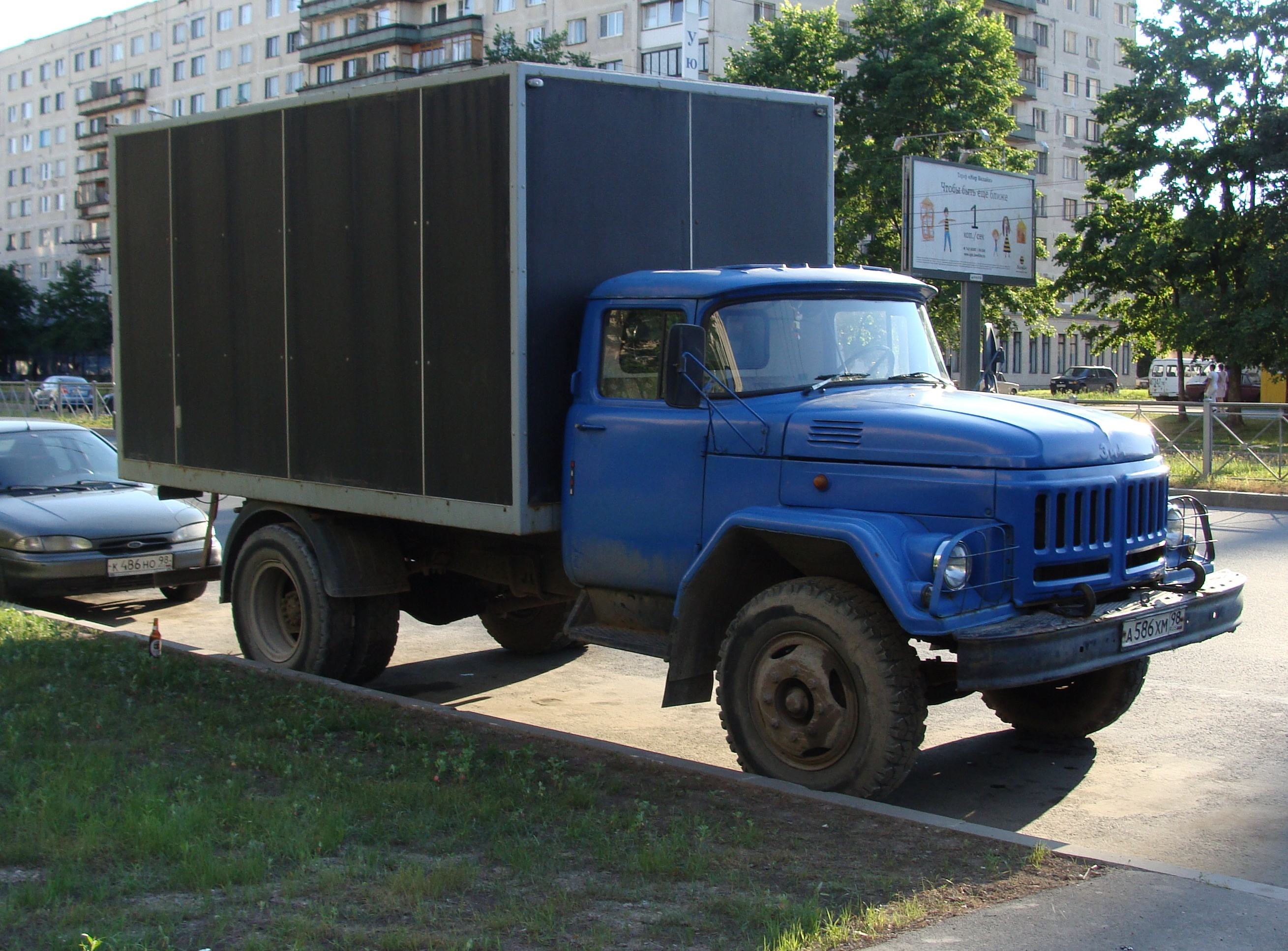
ZIL-130 aus der Fertigung von UAmZ oder AMUR (2010)

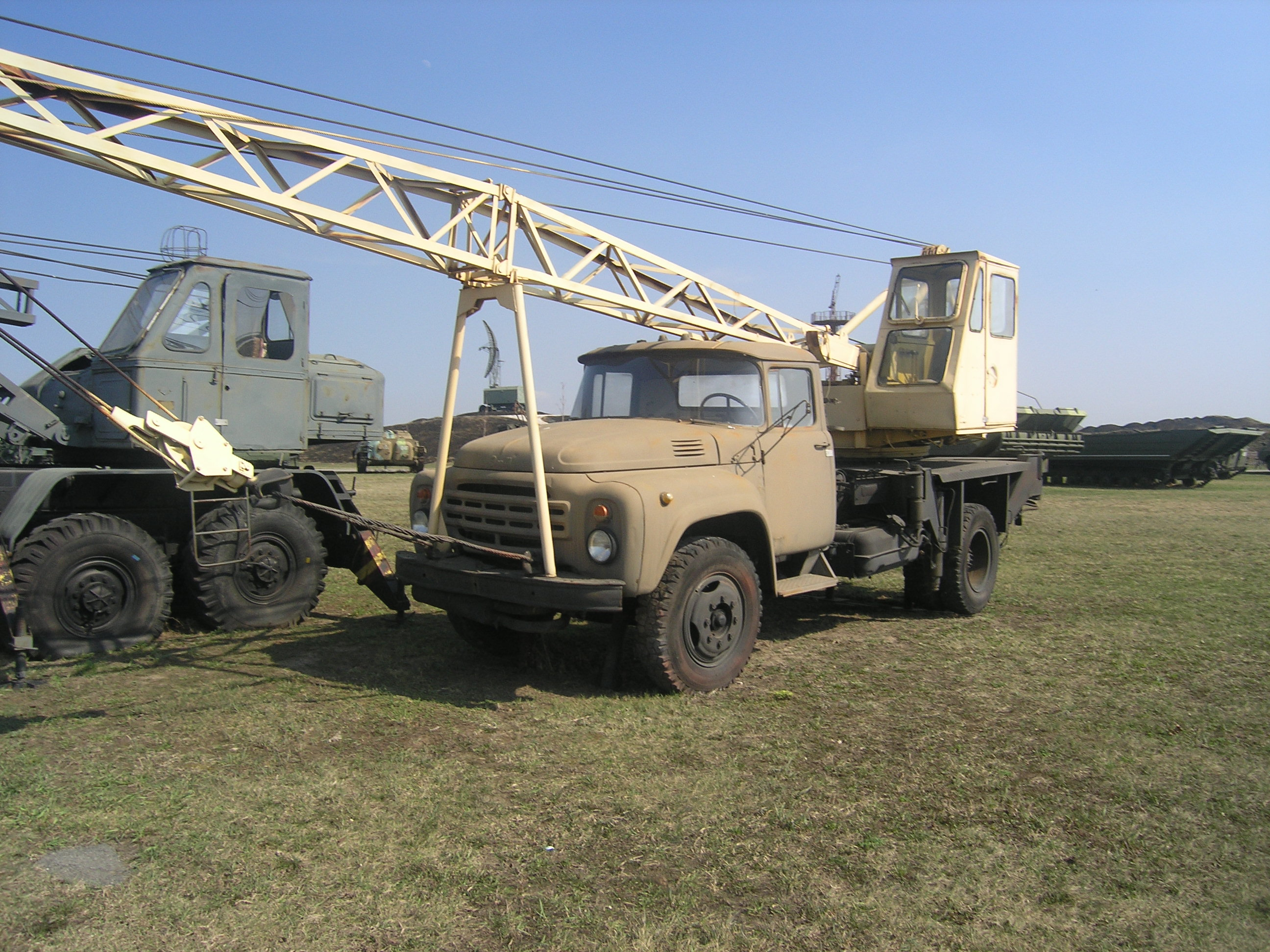
KS-2561-Mobilkran auf Basis des ZIL-130

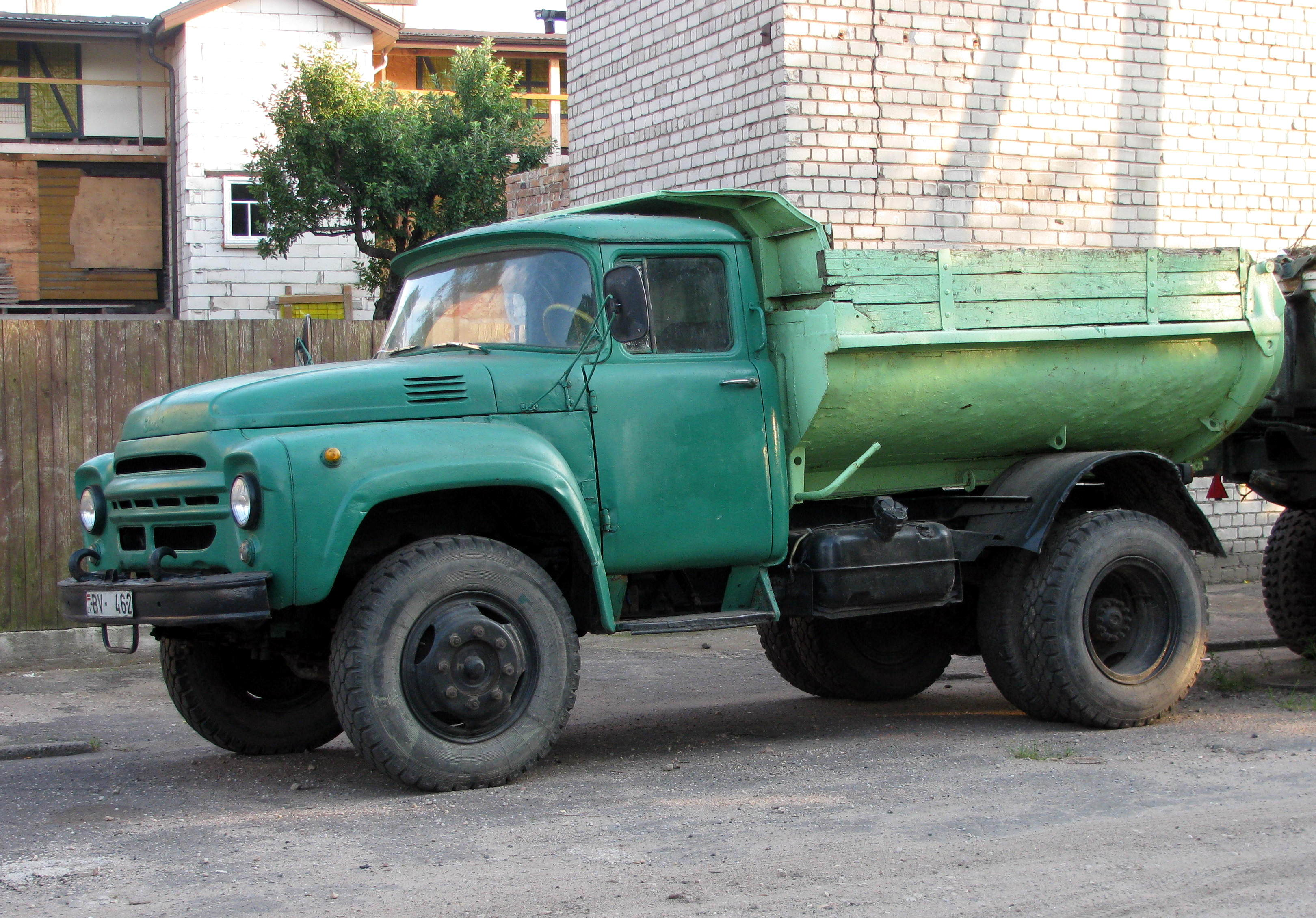
ZIL-MMZ-555 in Lettland (2010)

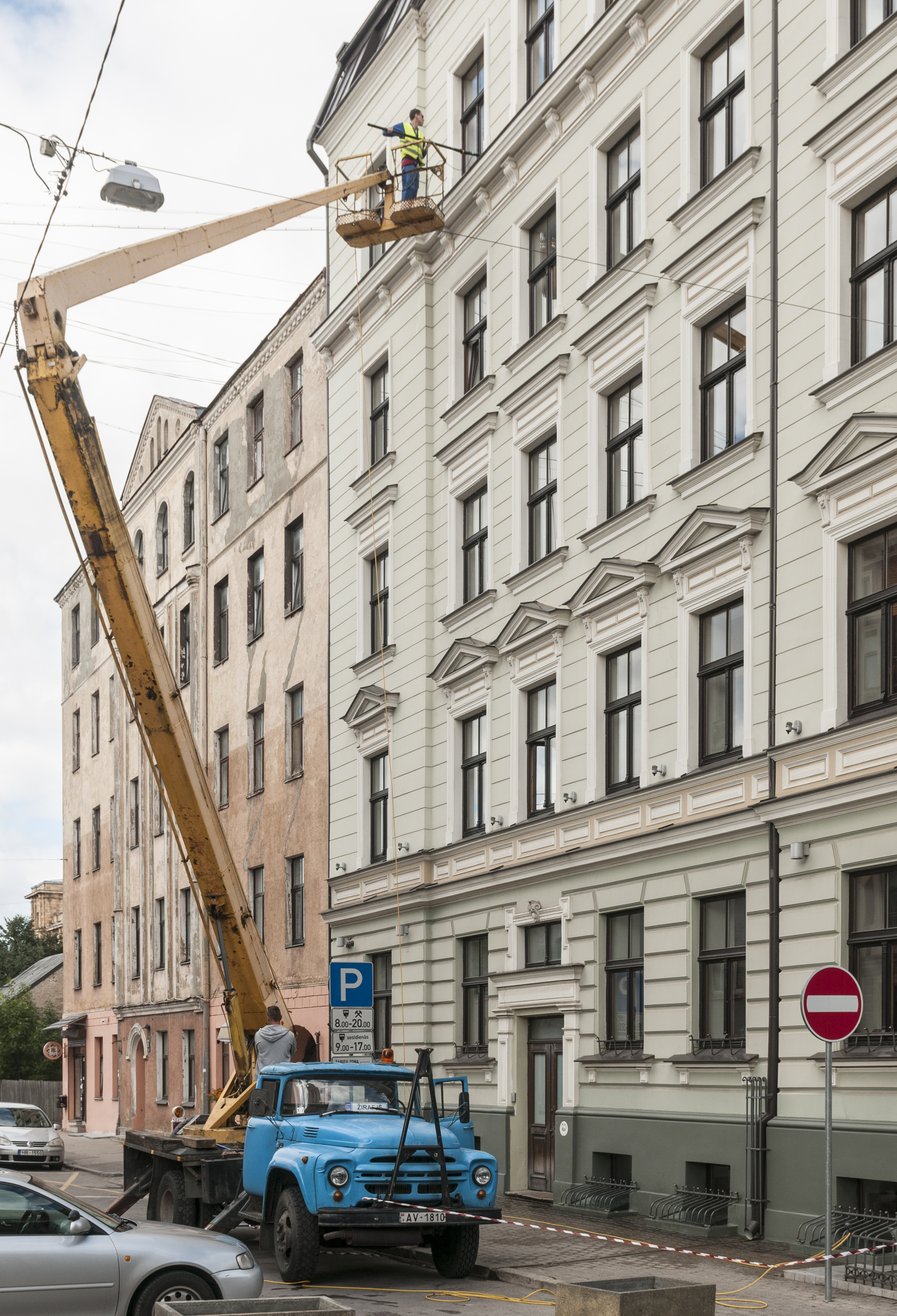
Version mit Hubarbeitsbühne in Riga (2016)

Ein erster Prototyp eines Lastwagens mit der Bezeichnung ZIL-130 wurde bereits 1956 gebaut. Dieses Fahrzeug hatte jedoch noch wenig mit dem späteren Serienmodell zu tun. Viel mehr war er Teil einer kontinuierlichen Entwicklung, die einen Nachfolger für den ZIS-150 beziehungsweise den daraus abgeleiteten ZIL-164 als Zielstellung hatte. Drei Jahre später, 1959, wurde ein weiterer Prototyp gebaut, der bis 1961 verschiedenen Tests und Prüfungen unterzogen wurde. Im Februar 1961 wurden von den zuständigen Behörden eine Serienproduktion sowie 31 Millionen Rubel zum Umbau der Fertigungsanlagen genehmigt.
Die ersten fünf Lastwagen wurden noch im Jahr 1962 hergestellt. 1963 blieb die Stückzahl weiter gering, erst zum 1. Oktober 1964 konnte mit der Massenproduktion begonnen werden. Grund für die Verzögerung war der noch anhaltende Umbau der Fertigungsanlagen. In der Serienproduktion entstanden diverse Modellvarianten, darunter Sattelzugmaschinen und Fahrzeuge mit verlängertem Radstand.
1973 wurde das Fahrzeug mit dem staatlichen Qualitätssiegel der UdSSR ausgezeichnet. Ein Jahr später wurde der eine millionste ZIL-130 montiert. Gleichzeitig begann in einem externen Pkw-Montagewerk die Fertigung einer Version, die speziell an die klimatischen Bedingungen des hohen Nordens angepasst war. Außerdem wurde ein Modell mit Reihen-Sechszylinder-Ottomotor in die Produktion aufgenommen. 1977 wurde ein weiteres Modell mit deutlich verlängertem Radstand auf den Markt gebracht, 1980 diverse weitere Abwandlungen des Fahrzeugs.
Ebenfalls zu Beginn der 1980er-Jahre wurde mit dem ZIL-138 eine Version auf den Markt gebracht, die mit gasförmigen Kraftstoffen betrieben werden konnte. 1986 wurden die Modelle nach der schon seit 1966 gültigen Norm umbenannt. Aus dem ZIL-130 wurde der ZIL-431410, auch alle andere Modifikationen erhielten neue Nummern.
Am 30. Dezember 1994 stellte das ZIL-Werk in Moskau nach 32 Jahren die Produktion des Modells und seiner Modifikationen endgültig ein. Bis dahin waren 3.388.312 ZIL-130 vom Band gelaufen. Ab diesem Zeitpunkt fertigte das Uralski Awtomotorny Sawod (kurz UAmZ) den Lastwagen weiter, jetzt unter der Bezeichnung UAMZ-43140. Später wurde das Werk in „AMUR“ umbenannt, der Lastwagen entsprechend zum AMUR-43140. Einzige größere technische Änderung war, dass man die Kabine des ZIL-131 übernahm, den das Werk ebenfalls nach dem Auslaufen der Produktion in Moskau weiter fertigte.
Bei UAmZ beziehungsweise AMUR wurde der Lastwagen weiter gefertigt, zuletzt als AMUR-531350. Die Produktion endete erst, nachdem der Hersteller im Sommer 2010 mit über drei Milliarden Rubel Schulden für bankrott erklärt wurde. Somit war das Fahrzeug fast ein halbes Jahrhundert in Serienproduktion.

## Modellvarianten
Im Laufe der langen Produktionsgeschichte des Fahrzeugs wurde eine nahezu unüberschaubare Anzahl von Versionen, Aufbauten und Abwandlungen gebaut. Die nachfolgende Liste ist eine Auswahl der häufigsten und bekanntesten Versionen.
- ZIL-130 – Basisversion, ab 1962 in Serienfertigung
- ZIL-130W1 – Sattelzugmaschine auf Basis des ZIL-130
- ZIL-130G1 – Modell mit längerem Radstand
- ZIL-130S – Seit 1974 gebaute Variante für Einsätze im hohen Norden. Die Serienversion war bis −45 °C einsetzbar, was in manchen Gegenden nicht ausreichte.
- ZIL-130K – Fahrgestell mit Sechszylinder-Reihenmotor vom ZIL-157
- ZIL-130GU – stark verlängerte Version mit 5600 mm Radstand
- ZIL-136 – Exportmodell mit Dieselmotoren von Valmet, Perkins oder Leyland[5]
- ZIL-138 – Modell mit Gasantrieb. Das Fahrzeug konnte allerdings auch mit Benzin betrieben werden, beide Systeme sind parallel verbaut.
- ZIL-431410 – ab 1986 gebaute Grundversion, nun nach Norm von 1966 bezeichnet
- ZIL-441510 – ab 1986 gebaute Zugmaschine
- ZIL-431510 – ab 1986 gebaute Version mit längerem Radstand
- UAMZ-431410 – ab 1995 bei UAmZ gebautes Grundmodell
- AMUR-531350 – letzte Modellvariante bis 2010 oder 2011
- AZPT-4,1 – Wassertankwagen, ab 1974 auch bei der NVA im Einsatz. Das Fahrzeug hatte ein Fassungsvermögen von 4100 l.
- ZIL-MMZ-555 – Hinterkipper mit halbrunder Mulde, war auch in der DDR im Einsatz
- ZIL-MMZ-4502 – Kipper für den landwirtschaftlichen Einsatz, gebaut ab 1976
- ZIL-MMZ-4505 – Baukipper und Nachfolger des ZIL-MMZ-555, gebaut von 1987 bis 1995
- KS-2561 – Kranfahrzeug auf Basis des ZIL-130
- APA-30 – Spezialfahrzeug zur Reinigung von Flugfeldern

Zudem wurden diverse Feuerwehrfahrzeuge auf Basis des ZIL-130 gebaut.

## Technische Daten
Für die ursprüngliche Variante ZIL-130.
- Motor: V8-Viertakt-Ottomotor
- Motortyp: „ZIL-130“
- Hubraum: 6000 cm³
- Hub: 95 mm
- Bohrung: 100 mm
- Leistung: 150 PS (110 kW)
- maximales Drehmoment: 402 Nm
- Verdichtung: 6,5:1
- Verbrauch: 29 l/100 km
- Treibstoffart: Benzin mit mindestens 76 Oktan
- Tankinhalt: 170 l
- Getriebe: mechanisch, fünf Vorwärtsgänge, erster Gang unsynchronisiert
- Höchstgeschwindigkeit: 90 km/h
- Antriebsformel: 4×2

Abmessungen und Gewichte
- Länge: 6675 mm
- Breite: 2500 mm
- Höhe: 2400 mm (über Kabine, unbeladen)
- Radstand: 3800 mm
- Höhe Ladekante: 1450 mm
- Abmessungen der Ladefläche (L×B×H): 3752 mm × 2326 mm × 575 mm
- Spurweite vorne: 1800 mm
- Spurweite hinten: 1790 mm
- Nutzlast: 6000 kg (Fahrgestell ohne Aufbau: 7075 kg)
- Leergewicht: 4300 kg
- zulässiges Gesamtgewicht: 10.525 kg
- Anhängelast: 8000 kg
- zulässige Achslast vorne: 2626 kg
- zulässige Achslast hinten: 7900 kg